# Michael Jackson's This Is It (album)
Michael Jackson's This Is It (eller blot This Is It) er en posthum to-disc soundtrack album af den amerikanske musiker Michael Jackson udgivet af Epic Records den 26. oktober 2009.
This Is It' blev udgivet samtidig med biografpremieren på koncertfilmen This Is It, der dokumenterer Michael Jacksons prøver til This Is It-koncertrækken på Londons O2 Arena. 